# Arrivano i titani
Arrivano i titani (Brasil: Os Filhos do Trovão) é um filme ítalo-francês de 1962, dos  gêneros aventura e fantasia, dirigido por Duccio Tessari, roteirizado por Ennio De Concini e musicado por Carlo Rustichelli.

## Sinopse
Quando um tirânico homem, rei de Creta, se auto proclama um deus e desafia os deuses do Olimpo, estes liberam e enviam os Titãs para investigar e resolver a situação.

## Elenco
- Pedro Armendáriz ....... Cadmo
- Giuliano Gemma ....... Krios
- Antonella Lualdi ....... Ermione
- Serge Nubret ....... Rator
- Jacqueline Sassard ....... Antiope
- Gérard Séty ....... 	Aquiles
- Tanya Lopert ....... Licina
- Ingrid Schoeller ....... Emerate
- Franco Lantieri ....... Tarete
- Monica Berger
- Maria Luisa Rispoli ....... Marzia (como Luisa Rispoli)
- Isarco Ravaioli ....... Centinela
- Fernando Rey ....... Sumo Sacerdote
- Aldo Pedinotti
- Fernando Sancho